# Distrikt Oronccoy
Der Distrikt Oronccoy liegt in der Provinz La Mar in der Region Ayacucho in Südzentral-Peru. Der Distrikt wurde am 14. Juni 2016 aus Teilen des Distrikts Chungui gebildet. Er besitzt eine Fläche von 554 km². Beim Zensus 2017 wurden 1127 Einwohner gezählt. Sitz der Distriktverwaltung ist die 3731 m hoch gelegene Ortschaft Oronccoy mit 189 Einwohnern (Stand 2017). Oronccoy liegt 72 km südöstlich der Provinzhauptstadt San Miguel.

## Geographische Lage
Der Distrikt Oronccoy liegt in der peruanischen Zentralkordillere im äußersten Südosten der Provinz La Mar. Der Distrikt wird im Süden und im Südosten von dem nach Osten strömenden Río Pampas sowie im Nordosten von dem nach Norden strömenden Río Apurímac begrenzt.
Der Distrikt Oronccoy grenzt im Westen und im Nordwesten an den Distrikt Chungui, im Nordosten an die Distrikte
Vilcabamba und Inkawasi (beide in der Provinz La Convención), im östlichen Süden an die Distrikte Pacobamba, Kaquiabamba und Andarapa (alle drei in der Provinz Andahuaylas) sowie im westlichen Süden an die Distrikte Ocobamba und El Porvenir (beide in der Provinz Chincheros).

## Ortschaften
Neben dem Hauptort gibt es folgende größere Ortschaften im Distrikt:
- Putucnay